# Skåde
Skåde er en bydel i Højbjerg, beliggende ca. 6 km syd for Aarhus C.
Det gamle Skåde havde tidligere landsbypræg med kirke, kro og skole, men er nu mere domineret af supermarkeder omgivet af villakvarterer.
Området kendes også som Skåde Bakker, da det er relativt kuperet. Søsterhøj på 112 m huser Søsterhøjsenderen og Jelshøj er med sine 128 m det højeste naturlige punkt i Aarhus Kommune. Skåde Skov med det parklignende Hørhaven er del af Marselisborgskovene. Her er blandt andet mountainbike stier.
Moesgård ligger i Skåde.

## Historie
Skåde landsby bestod i 1682 af 9 gårde, 3 huse med jord og 1 hus uden jord. Det samlede dyrkede areal udgjorde 253,0 tønder land skyldsat til 42,65 tønder hartkorn. Dyrkningsformen var tovangsbrug med omdriften 4/4 + 1 vang sås årligt.

## Galleri
- Søsterhøjsenderen
- Skåde Skov
- Hørhaven i Marselisborgskovene.
- Jelshøj i horisonten
- Maleri af Carl Milton Jensen - Skåde bakker